# Gerontras

Mapa del sur del Peloponeso en la Antigüedad. La ciudad de Gerontras se encontraba en el interior, al este del río Eurotas.

Gerontras o Gerantras (en griego, Γερόνθραι, Γεράνθραι, Γερένθραι) es el nombre de una antigua ciudad griega de Laconia.
Pausanias la menciona entre las ciudades de los eleuterolacones. Dice que estaba habitada desde antes de la llegada de los heraclidas al Peloponeso y era una de las poblaciones periecas dominadas por los aqueos que, junto con Amiclas y Faris, fueron destruidas por los lacedemonios en tiempos de Teleclo. Se hallaba a 120 estadios de Acrias, a 100 de Mario y a veinte de Selinunte. En el camino entre Acrias y Gerontras se encontraba la aldea de Palea. En la ciudad de Gerontras destacaba un templo y un bosque sagrado de Ares, en honor del cual se celebraban fiestas anuales en las que las mujeres tenían prohibido entrar al bosque. Además, en la acrópolis había un templo de Apolo y se conservaba la cabeza de marfil de una estatua de esta divinidad ya que el resto de la estatua, al igual que el templo antiguo, había sido destruido por el fuego. Pausanias destaca también la calidad del agua de las fuentes que había en torno al ágora.
Se identifica con la población actual de Geraki.